# Schlacht um Okinawa
Die Schlacht um Okinawa (Alliierter Codename: Operation Iceberg) begann am 1. April 1945 mit der amerikanischen Invasion der japanischen Insel Okinawa und endete am 30. Juni 1945. Die Schlacht war Teil der Pazifikkriegskampagne im Zweiten Weltkrieg. Aus japanischer Sicht war Okinawa die letzte Verteidigungslinie, die einer Invasion der japanischen Hauptinseln durch die Alliierten im Weg stand. Entsprechend planten die Alliierten, Okinawa zur Luftunterstützung der geplanten Invasion der Hauptinseln zu nutzen.
Mit koordinierten Selbstmordattacken durch Shimpū-Tokkōtai-Einheiten versuchte die japanische Marineluftwaffe, der amerikanischen Pazifikflotte einen entscheidenden Schlag zu versetzen. Den Auftakt zu dieser Schlacht bildeten die alliierten Luftangriffe auf Kyūshū am 18. März 1945.
Die Kämpfe auf Okinawa dauerten bis zum 30. Juni an und endeten mit der Eroberung der Insel durch die amerikanischen Truppen. Im Verlauf der Schlacht starben mehr als zwei Drittel der japanischen Verteidiger. Unter der Zivilbevölkerung und auf amerikanischer Seite waren ebenfalls hohe Verluste zu beklagen. Es war aber auch das erste Mal, dass sich japanische Soldaten zu Tausenden ergaben.

## Vorgeschichte

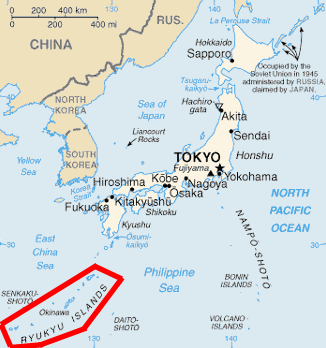
Karte Japans, Ryūkyū-Inseln markiert

### Strategische Bedeutung
Okinawa, die größte Insel in der Ryūkyū-Gruppe, 250 Seemeilen von Japan entfernt, etwa 100 km lang und 10 bis 25 km breit, war ab 1871 unter japanischer Verwaltung sowie seit 1609 als Königreich Ryūkyū Vasallenstaat. Als 1941 der Pazifikkrieg mit dem japanischen Angriff auf Pearl Harbor ausbrach, wurden die beiden Inseln Okinawa und Taiwan, damals unter japanischer Militärkontrolle, zu starken Marinestützpunkten ausgebaut, wobei die auf Taiwan befindlichen Flugplätze den japanischen Flugzeugen ermöglichten, die von den amerikanischen Truppen gehaltenen Philippinen sowie bestimmte Teile des nationalrevolutionären Chinas anzugreifen. Auf Okinawa wurden deshalb auch mehrere Flugplätze erbaut, von denen der bei Naha besonders ausgebaut wurde. Japanische Schiffe, die im Laufe der Kämpfe im Pazifik beschädigt worden waren, konnten in den Werften der Kaiserlich Japanischen Marine in den größten Häfen Okinawas repariert werden. Die japanischen Schiffe, die mit Erdöl und weiteren Rohstoffen von Südostasien nach Japan fuhren, konnten in den besetzten Philippinen, in Taiwan oder in Okinawa repariert werden. Die Insel Okinawa sicherte die rechte Flanke des japanischen Verteidigungssystems um die beiden südlichen Hauptinseln Kyūshū und Honshū.
Für die Japaner war es strategisch wichtig, die Ryūkyū-Inseln unter ihrer Kontrolle zu behalten, da die amerikanischen Truppen von dort aus die japanischen Verbände im südlichen Pazifik von den restlichen Streitkräften, die in Korea, Nordchina und Japan stationiert waren, abschneiden konnten. Die Ryūkyū-Inseln hätten von den amerikanischen Truppen, im Falle einer von den Amerikanern bereits geplanten Eroberung der Hauptinseln, als vorgeschobene Operationsbasis benutzt werden und auch als Basis für Luftangriffe gegen japanische Städte dienen können. Strategisch besetzten die Ryūkyū-Inseln für Japan eine Schlüsselposition auf den Seerouten von Borneo und Sumatra, auf denen kriegswichtige Materialien nach Japan transportiert wurden.

## Amerikanische Angriffsplanung
Der amerikanische Generalstab, der Joint Chiefs of Staff, hatte bereits 1944 einen Operationsplan für einen Angriff auf die Ryūkyū-Inseln ausgearbeitet. Dieser sah vor, zunächst die japanischen Verbände im Norden der Insel Okinawa und in der Hauptstadt Naha anzugreifen und sie von der restlichen Garnison im Süden der Insel durch eine amphibische Landung im Zentrum der Insel und eine Durchquerung Okinawas abzuschneiden. Ende 1944 forderte General Douglas MacArthur, dessen Truppen gerade die philippinischen Inseln Leyte und Mindoro angriffen, persönlich den Stab auf, in den Plänen nach der Eroberung Nahas einen endgültigen Vorstoß in Richtung Süden vorzusehen. General Simon B. Buckner, der mit der Führung der Operation betraut wurde, stimmte diesem Plan ebenfalls zu. Die weiteren Befehlshaber der amerikanischen Streitkräfte, die für die Ausführung der Operation gegen Okinawa vorgesehen waren, insbesondere General Roy Geiger, der während der Operation das taktische Kommando der Marineinfanteristen führen und als Stabschef Buckners dienen würde, wurden über diese Entscheidung sofort informiert. Die Verteidiger der Insel wurden auf höchstens 70.000 Mann geschätzt, da der Operationsstab annahm, mehrere tausend Soldaten seien nach Japan oder Korea verlegt worden.
Zusätzlich wurde auf Druck von General Buckner und General Geiger eine Landung auf mehrere Nachbarinseln Okinawas, die Kerama-Inseln, beschlossen, um von dortigen Flugstützpunkten aus die Landungen zu unterstützen. Darüber hinaus wurden auch die Flugzeugträger der Fast Carrier Task Force und mehrere weitere Einheiten der Marine, unter ihnen die Schlachtschiffe Mississippi, Missouri, Nevada und Colorado, der Invasionsflotte zugeführt. Die Landungen auf den Kerama-Inseln fanden am 26. März 1945 statt, innerhalb des nächsten Tages wurden die wenigen japanischen Soldaten auf den Inseln aufgerieben, und sie wurden am 28. komplett eingenommen.

### Operationsplan

Eine Operationskarte der Landungen um Okinawa

Die endgültigen Aufträge an die einzelnen Divisionen der Landestreitmacht wurden am 10. März erteilt. Für die Invasion wurden die Truppen des XXIV. Armeekorps unter General John R. Hodge sowie die Marineinfanteristen der III. Marine Expeditionary Force ausgewählt. Um die enge Kooperation zwischen Armeetruppen und Marineinfanteristen zu gewährleisten, wurden diese Truppen operativ der neu aufgestellten 10. Armee unterstellt, worauf sie eine einheitliche Streitmacht von 182.821 Mann bildeten. Die Marineinfanteristen sollten die erste Landungswelle bilden, danach entlang der Straße nach Naha angreifen und nach dem gelungenen Durchbruch der japanischen Linien die Insel durchqueren. Die Armeetruppen sollten in mehreren, weiteren Landungswellen an Land gehen, danach die Marineinfanteristen an der Front verstärken und zusammen mit diesen Einheiten gegen die Stadt Naha und den Raum Shuri einschwenken, um die feindlichen Positionen um die Hauptstadt und Shuri zu isolieren. Nördlich davon hatten einige Marineinfanterietruppen, die durch Armeeeinheiten unterstützt wurden, die japanischen Verteidigungslinien im Norden des Landungsstrandes zu durchbrechen und die nördliche Hälfte der Insel zu säubern, bevor sie wieder nach Süden marschierten und ebenfalls gegen die feindlichen Positionen bei Shuri vorgingen. Die inneren Flügel beider Gruppierungen sollten aus Panzereinheiten bestehen, um japanische Gegenangriffe zu stoppen oder kleinere Kessel zu säubern. Die Marine-Corps-Flugzeuge bekamen den Auftrag, zur Unterstützung der 10. Armee Luftangriffe gegen Naha und Shuri durchzuführen sowie den vorstoßenden Truppen Luftnahunterstützung zu leisten. Die Marineflugzeuge schließlich, die dem Oberkommando der Invasionsflotte und somit Admiral Raymond A. Spruance unterstanden, sollten die japanischen Installationen und Maschinen auf den Flugplätzen Kyushus und Formosas angreifen, um feindliche Luft- oder Kamikazeangriffe gegen die amerikanischen Marineeinheiten vor der Küste zu verhindern. Vor der amphibischen Landung an den Weststränden der Insel sollten die Großkampfschiffe der Geleitflotte die Landungsabschnitte durch schweren Artilleriebeschuss ebnen, um etwaige feindliche Positionen zu vernichten. Gleichzeitig sollten auch die Geschwader der Marine und des Marine Corps Luftangriffe gegen die Küstenabschnitte fliegen, indem sie die durch Fotoaufklärung identifizierten japanischen Positionen durch Napalm- und Sprengbomben zerstörten. Mehrere Geschwader, die mit F4U-Corsair-Jagdflugzeugen ausgerüstet waren, sollten durch den Einsatz von Luft-Boden-Raketen die gemeldeten feindlichen Bunker, Flugabwehr- oder Küstenbatterien zerstören. Die erste Landungswelle der Marineinfanteristen sollte am Morgen des 1. April die Mutterschiffe verlassen.

## Japanische Lage

### Befestigungsarbeiten
Bereits kurz nach dem Beginn der Kämpfe um die Marianen verfügte das japanische Oberkommando, unter Druck durch das Kabinett Koiso, den Ausbau der Verteidigungsstellungen im Raum Westpazifik. Nach einer weiteren Niederlage nach dem Verlust von Saipan, Tinian und Guam waren Okinawa und Iwojima für die japanischen Truppen nun die letzten Bastionen im Pazifik, da nach ihrer Eroberung vermutlich ein alliierter Angriff auf die Hauptinseln erfolgen würde. Seit Anfang September 1944 wurde deswegen auf der Insel, meist unter Heranziehung einheimischer Zwangsarbeiter, alliierter Kriegsgefangener und japanischer Soldaten, der Bau mehrerer befestigter Verteidigungslinien betrieben. Die erste dieser Linien verlief im Raum Shuri, die zweite im Raum Naha, die dritte an der südlichen Spitze der Insel, während eine vierte, jedoch unfertige, Verteidigungslinie im Norden verlief. Etwa 60.000–100.000 Arbeiter und Truppen beteiligten sich an den Arbeiten. Bis zum Beginn der amerikanischen Landungen auf Okinawa waren die verschiedenen Verteidigungsbauten, vorwiegend Bunker, Panzersperren, Gräben, Einzellöcher, Tunnelsysteme, Panzerfallen und MG-Nester, erst zu je 50 bis 80 Prozent vollendet. Zusätzlich existierten einige alte Festungen: Besonders zu nennen ist hier die Burg Shuri aus der Sanzan-Zeit, deren Anbauten und Einrichtungen von den japanischen Truppen als Quartier und Verteidigungspositionen genutzt wurden. Die Munitionsdepots, die in der Burg eingerichtet wurden, und die Quartiere der rund 2000 Mann starken japanischen Garnison waren von mehreren MG-Nestern und Artilleriebatterien verteidigt. Die Verteidigungslinie, die im Raum Shuri verlief, wurde von rund 23.000 japanischen Soldaten gehalten.

### Truppenstärke
Bereits am 15. Juli 1944 landeten auf Okinawa etwa 20.000 Soldaten der neu aufgestellten 32. Armee. Die Verlegung der japanischen Truppen vom japanischen Festland oder von Formosa aus nach Okinawa war schwierig: Die 44. selbständige gemischte Brigade verlor 5.600 Mann, fast ihre gesamte Stärke, und mehrere Artilleriegeschütze und schweres Gerät, als am 29. Juni 1944 die Toyama Maru auf dem Weg von Kyushu nach Okinawa durch das U-Boot USS Sturgeon versenkt wurde. Nach den gewaltigen Verlusten, welche die Kaiserlich Japanische Armee 1943 und 1944 erlitten hatte, mangelte es diesen Truppen nun an gut ausgebildeten Offizieren und Soldaten. Zudem fehlte es den Einheiten an Fernmelde-Gerät, sodass die Verbindung unter den einzelnen Einheiten schlecht und anfällig für Störungen war. Deswegen wurden auf Okinawa teilweise Telefonleitungen angelegt, um den Mangel an elektronischen Gerätschaften durch Telefonverbindung auszugleichen. Die Verbände der 32. Armee bestanden überdies nur noch teilweise aus ausgebildeten Veteranen, die man in der 24. Infanteriedivision zusammengefasst hatte, welche mit praktisch unausgebildeten und frisch eingezogenen japanischen Reservisten ergänzt worden waren. Den Reservisten fehlte es wegen ihrer hastigen Mobilmachung an Ausbildung, da die meisten Einheiten nur eine sehr kurze Grundausbildung erhalten hatten.
Da die Waffenproduktion der japanischen Industrie ab Mai 1944 aufgrund der zahlreichen Angriffe durch B-29-Superfortress-Bomber gesunken war und die amerikanischen U-Boote inzwischen einen Großteil der japanischen Transportschiffe versenkt hatten, bestanden zudem Nachschub- und Versorgungsprobleme, die sich insbesondere in einem Mangel an Maschinengewehren und anderen schweren Infanteriewaffen bemerkbar machten. Die einzige Waffe, die in großen Mengen vorhanden war, war das Arisaka-Typ-99-Gewehr. Angeblich sollen je Frontkilometer nur sechs Geschütze verschiedenen Kalibers verfügbar gewesen sein, doch die Einheiten auf Okinawa wurden im September 1944 mit verschiedenen Mörser-Batterien ausgerüstet. Auch hatte die japanische Armee die Verluste an Panzern in den zahlreichen Schlachten der Vormonate nicht ausgleichen können. Der 32. Armee standen zur Verteidigung Okinawas deshalb nur etwa 60 Panzer des Typ 95 Ha-Gō und Typ 97 Chi-Ha zur Verfügung. Die Nahrungsmittelversorgung durch die japanischen Transportschiffe wurde ebenfalls durch alliierte U-Boote und Luftangriffe unterbunden, sodass die Verteidiger Okinawas die Nahrungsmittel der Zivilbevölkerung plünderten und mehrere große Reis- und Getreidefelder auf der Insel anlegten, die durch Zivilisten oder chinesische Zwangsarbeiter bestellt wurden.

### Verteidigungsstrategie
Generalleutnant Ushijima Mitsuru und die ab dem 8. August 1944 unter seinem Kommando stehende japanische 32. Armee erhielten den Befehl, die Insel trotz dieser Mängel an Waffen und Kriegsmaterial bis zur letzten Patrone zu verteidigen. Der ursprüngliche Verteidigungsplan basierte auf einer Verteidigung des Innenlandes.
Der Norden Okinawas sollte durch wenige Einheiten verteidigt werden. Der Süden der Insel hingegen sollte durch die restlichen japanischen Truppen verteidigt werden: das Gelände der südlichen Spitze Okinawas bestand aus zerklüfteten Hügelkämmen, die von den japanischen Truppen in Höhlenpositionen verteidigt wurden. Dazu befanden sich die Hauptstadt Naha und ihr wichtiges Flugfeld sowie der Festungsring Shuri und die um ihn erbaute Verteidigungslinie im südlichen Teil der Insel. General Ushijima überließ die Verteidigung dieser Positionen General Chō Isamu, dem Stabschef der 32. Armee. Ihm wurden deshalb die 24., 62. und 28. Division unterstellt, sowie die 44., 45., 59. und 60. selbstständige gemischte Brigade, Teile des 27. Panzerregiments und ein Großteil der Artillerie und Munition, sowie etwa 20.000 frisch eingezogene Okinawer, die Boeitai. Chōs Gefechtsstand, das Hauptquartier der Gruppe, der gesamte Operationsstab sowie die Funkzentrale befanden sich in Shuri. Diese Truppen umfassten etwa 80 Prozent des Personals und der Artillerie sowie 90 Prozent der Panzer aller japanischen Streitkräfte auf der Insel. Ushijima befahl, diese Truppen sollten jeden Meter Boden verteidigen. Um auf eventuelle Durchbrüche des Gegners in der Verteidigungslinie Shuri vorbereitet zu sein, sammelte er südlich der Hauptstreitmacht eine operative Reserve unter seinem Kommando, die die Höhlenpositionen im äußersten Süden der Insel zur Verteidigung nutzte.
Ein Teil der Zivilbevölkerung wurde evakuiert, dabei starben 1.529 Menschen, als das U-Boot Bowfin am 22. August 1944 die Tsushima Maru mit 1.788 evakuierten Zivilisten an Bord auf dem Weg von Okinawa nach Kagoshima versenkte.

### Luftangriffe und Artilleriebeschuss
119.000 japanische Soldaten standen im Frühjahr 1945 auf Okinawa, als sie im Zuge des Inselspringens der amerikanischen Truppen Ziel des geplanten amphibischen Großangriffs wurden. Zusammen mit den rund 450.000 zivilen Einwohnern der Insel erlebten die Truppen vom 23. März an verheerende Luftangriffe und schweren Artilleriebeschuss von See her. Der erste amerikanische Angriff erfolgte jedoch im Februar, als mehrere B-24-Liberator- und B-25-Mitchell-Bomber, die von Basen auf Leyte gestartet waren, die japanischen Flugzeuge und Verteidigungsstellungen auf den Flugplätzen der Insel angriffen. In den folgenden Tagen konnten amerikanische Luftangriffe alle japanischen Maschinen auf Okinawa zerstören. Auch Verstärkungen, die von den Rollfeldern Kyūshūs eintrafen, wurden durch weitere Luftangriffe fast sofort zerstört.

## Die Invasion

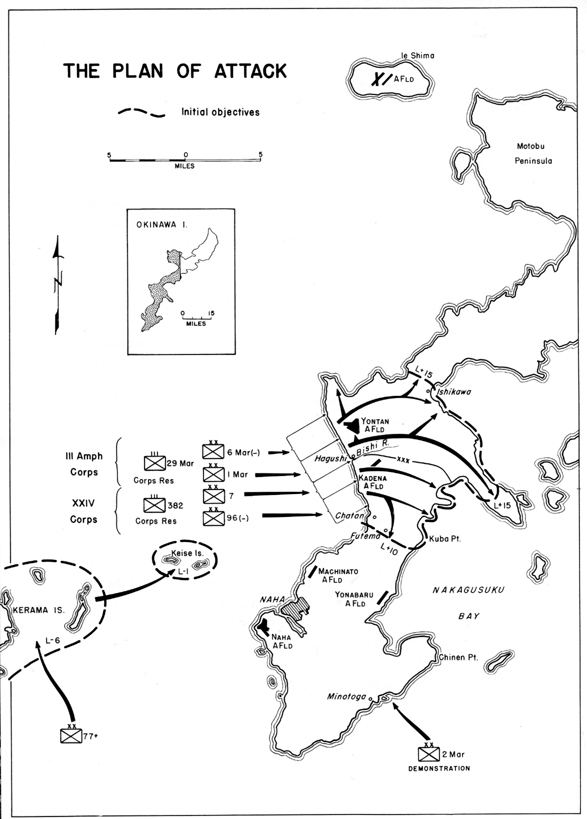
Der amerikanische Angriffsplan

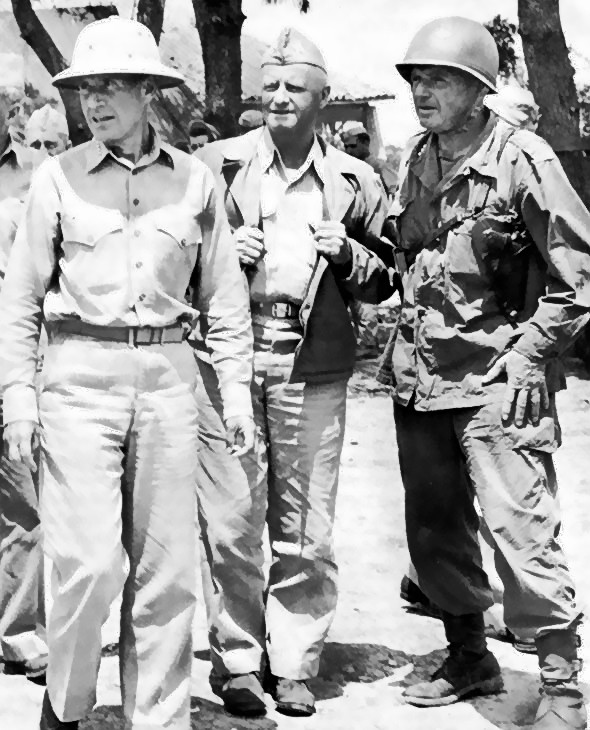
V. l. n. r.: Admiral Raymond Spruance, Admiral Chester Nimitz und Lieutenant General Simon Buckner

Am L-Day, dem 1. April 1945, begann die 10. US-Armee unter Lieutenant General Buckner mit der III. Marine Expeditionary Force unter Major General Geiger und dem XXIV. Armeekorps unter Lieutenant General John R. Hodge, insgesamt 183.000 Mann, den Sturm auf die Insel. Die amerikanische Invasionsstreitmacht bestand zusätzlich aus 20 Schlachtschiffen, 19 Flugzeugträgern mit 1160 Flugzeugen und 13 Schweren Kreuzern. Insgesamt machte die maritime Streitmacht 1500 Schiffe aus.
Nach einer leichten Landung und einem schnellen Vorstoß teilte Buckner seine Kräfte in zwei Keile, die nach Norden und Süden einschwenkten. Schon wenige Tage nach dem Invasionsbeginn waren große Teile der Insel besetzt. Die Japaner stellten sich erst in den Abwehrschwerpunkten zum Kampf: im Norden auf der Motobu-Halbinsel, im Süden im Bereich der Hauptstadt Naha und in der mittelalterlichen Festung Shuri. Shuri wurde dabei zum blutigsten Abschnitt für die Amerikaner im Kampf um die Insel. Das Gelände (Dschungel und Gebirge), starke Regenfälle und die oftmals mit Todesverachtung kämpfenden japanischen Truppen führten bei den Amerikanern während der Operation zu schweren Verlusten. Erst im Juni galt der Erfolg der Invasion als gesichert, doch der Guerillakrieg in den Bergen zog sich noch bis Juli hin.

### Vorbereitung

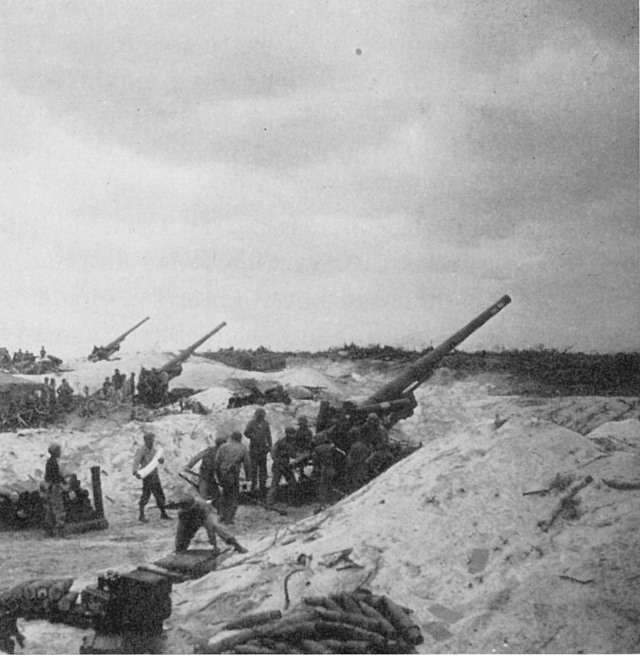
155 mm Long Toms auf Keise-shima

Am 26. März nahm die 77. Infanteriedivision die Kerama-Inseln; dabei erbeutete sie fast 300 sprengstoffbeladene Motorboote, die die japanischen Streitkräfte dort für Selbstmordangriffe auf die Landungsflotte bereithielten. Eine Landung von Spähern der Pazifikflotte auf dem unverteidigten Inselgrüppchen Keise-shima am 31. März ermöglichte es, zwei Bataillone der 420. Field Artillery Group mit 24 155 mm Long Toms dort in Stellung zu bringen, die die Südwestküste Okinawas bestreichen konnten. In der Woche vor der Landung wurden die Strände und die Flugplätze bombardiert, was nur geringe Wirkung erzielte, obwohl die Marine mehr als 25.000 Schuss ihrer schwereren Geschütze abfeuerte. Außerdem entfernten Kampfschwimmer hunderte von den Japanern errichtete Hindernisse aus dem flachen Wasser vor den Stränden.
In der Nacht vom 31. März zum 1. April bereitete die US Navy die Invasion mit einem stundenlang andauernden Bombardement vor. Unterstützt wurde sie von Trägerflugzeugen, die Bomben abwarfen.

### Landung
Die Landung begann mit einem Ablenkungsmanöver: Zeitgleich mit der eigentlichen Landung im Westen Okinawas täuschte die 2nd Marine Division eine Landung am Minatoga-Strand im Osten der Insel vor, wobei sie durch Kamikazeangriffe auf den Truppentransporter Hinsdale und das Panzerlandungsschiff 844 fast 50 Mann verlor, auch die Marine verlor dabei fast 50 Seeleute. Das Täuschungsmanöver wurde am nächsten Tag wiederholt, sodass japanische Truppen und Artillerie dort mehrere Wochen gebunden blieben, um einer amerikanischen Landung vorzubeugen.
Zur H-Stunde, 8:30h, landeten die Amerikaner mit kettenbetriebenen Amphibienfahrzeugen, amphibischen 2,5-Tonnern und Landungsbooten an den Hagushi-Stränden im südlichen Viertel der Insel südlich von Kap Zanpa nahe den Flugplätzen Yontan (Yomitan) und Kadena, zwischen Gima/Yomitan im Norden und Chatan im Süden. Die Mündung des Bishi-gawa bildete dabei die Grenze zwischen den Landungsabschnitten des XXIV. Korps und der III. Marine Expeditionary Force. Die Landung verlief schneller als geplant: innerhalb der ersten Stunde waren 16.000 Mann angelandet worden, am Ende des ersten Tages hielt die 10. Armee mit 60.000 Mann einen Brückenkopf von 8 Meilen Breite und 2 Meilen Tiefe.

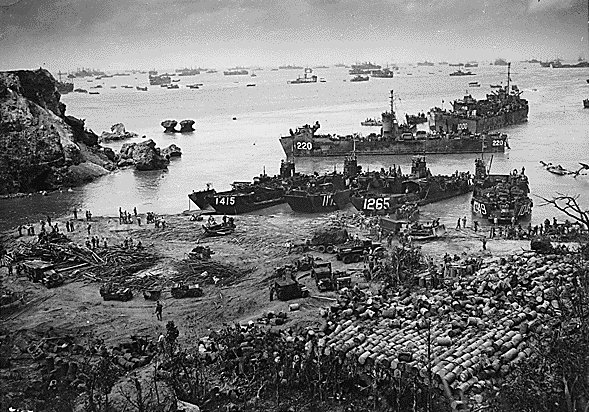
Amerikanische Landungsboote entladen am 13. April Nachschub im Abschnitt Gelb nahe der Mündung des Bishi-gawa.

Überraschend für die Landungstruppen kam, dass sie nicht mit starkem Abwehrfeuer konfrontiert wurden und die Strände nicht vermint waren: Die gesamte 10. Armee verlor am 1. April nur 159 Mann, und die Brücke über den Bishi-gawa fiel unbeschädigt in ihre Hand. Auch bei ersten Erkundungstrupps ins Landesinnere waren keine japanischen Truppen zu sehen, abgesehen von vereinzelten Gruppen und ein paar der gefürchteten Baumschützen.
Schon um 13 Uhr nahm die 6. Marineinfanteriedivision den Flugplatz Yontan, der nur von Einheimischen verteidigt wurde, die sich rasch ergaben; auch Kadena wurde von der 7. Infanteriedivision problemlos eingenommen.
Am 2. April war bereits die Ostküste durch die 7. Infanteriedivision erreicht und das erste amerikanische Flugzeug landete auf den eroberten Flugplätzen, die rasch in Stand gesetzt wurden.
Die 1. und 6. US-Marineinfanteriedivision begaben sich nordwärts, wobei die 6. auf die Halbinsel Motobu angesetzt wurde, während die 1. Marineinfanteriedivision das Zentrum der Insel sicherte.
Die 6. Marineinfanteriedivision nahm am 7. April Nago. Eines ihrer Regimenter, das 22. Marineinfanterieregiment, stieß nach Nordosten vor und erreichte am 13. April Hedo Misaki im Dorf Kunigami am nördlichen Ende der Insel. Der Rest traf am Berg Yae Take auf Motobu auf heftigen Widerstand von rund 2000 Japanern der Kampfgruppe Kunigami unter Oberst Takesiko Udo, bestehend aus Teilen der 44. selbstständigen gemischten Brigade.
Am 16. April landete die 77. US-Infanteriedivision auf Iejima, einer nordwestlich vor der Küste Motobus liegenden Insel.
In der Nacht auf den 13. April waren Späher der Pazifikflotte auf dem südlich des Ostteils von Iejima gelegenen Eilands Minna-shima gelandet, so dass von dort aus seit dem 15. April das 305., das 902. und das 306. Feldartilleriebataillon Iejima bestreichen konnten. Nach schweren Kämpfen der 77. US-Infanteriedivision gegen fast 5000 Japaner waren die Insel Iejima und ihr Flugfeld am Abend des 21. Aprils fest in amerikanischer Hand.

### Japanische Gegenoffensive

#### Operation Ten-Go
Am 6. April wurden die Japaner über der See aktiv. Mit 355 Maschinen griffen Kamikazeflieger den Vorpostenring der alliierten Flotte an, versenkten 3 Zerstörer, beschädigten 12 schwer und vernichteten 2 Munitionsschiffe und 10 kleinere Fahrzeuge, doch die beabsichtigte Vernichtung der Träger gelang wegen der zu starken Abwehr nicht. Ein japanischer Flottenverband im Anmarsch auf Okinawa wurde von einem U-Boot gesichtet, und tags darauf versenkten amerikanische Trägermaschinen das Schlachtschiff Yamato, den leichten Kreuzer Yahagi sowie 4 Zerstörer. Der Verband drehte daraufhin wieder ab.

#### Sho Go

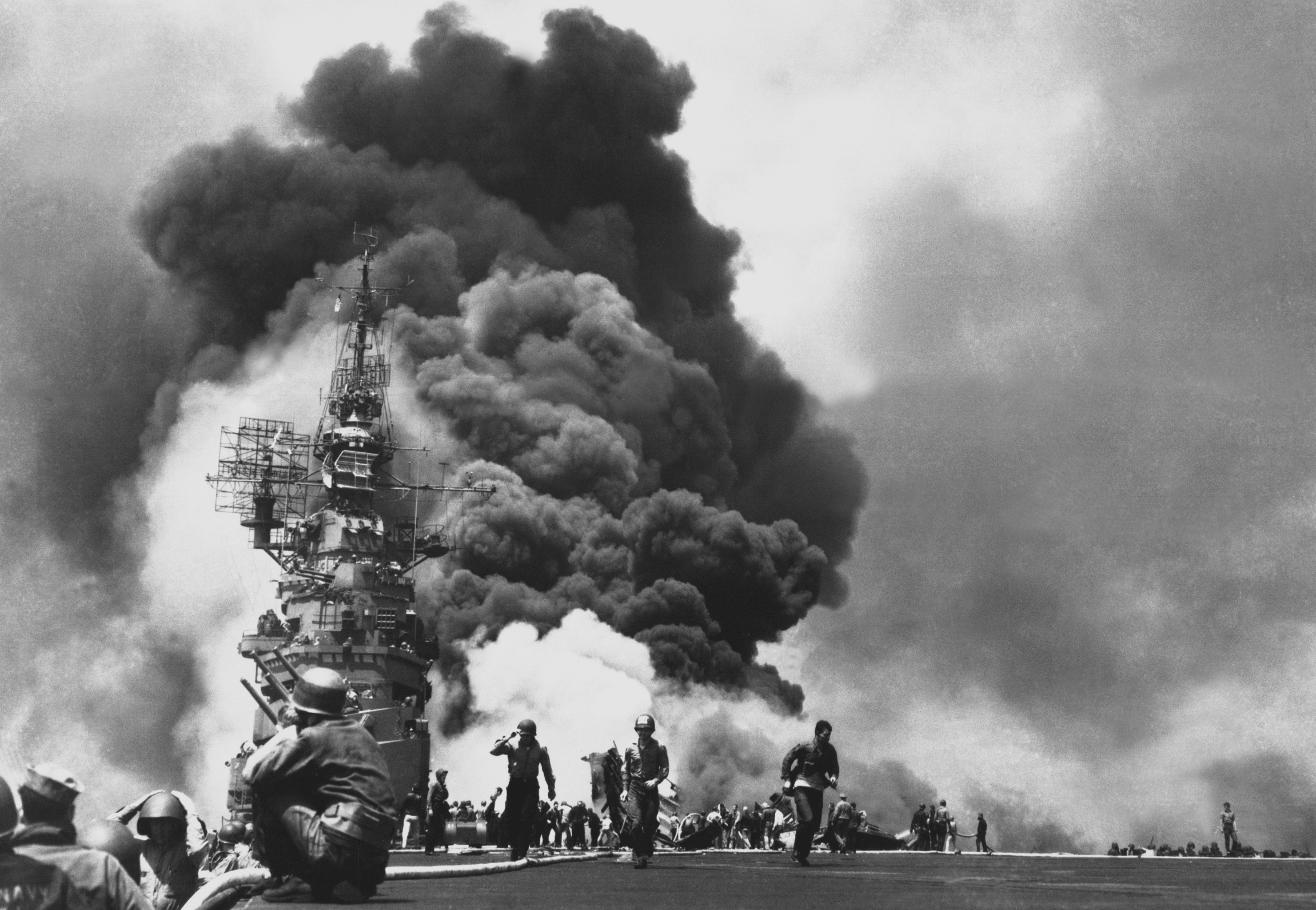
Im Abstand von 30 Sekunden schlugen zwei Kamikazemaschinen in die USS Bunker Hill ein.

Um den 10. April wurde für die Japaner das Stichwort „Sho Go“ (Siegesoperation) ausgegeben, das General Yoshijiro Umezu aus dem kaiserlichen Hauptquartier auslöste und damit den Defensivplan für Okinawa in Gang setzte; Verteidigung aus der Tiefe, Halten befestigter Punkte (im Norden Motobu, im Süden Naha und Shuri), Vernichtung der alliierten Flotte durch Kamikazeflieger.
Am 12. und 13. April griffen 185 Flugzeuge die Flotte an, trafen jedoch nur kleine Einheiten. Weitere Angriffe von Opferfliegern am 15./16. und von kleinen Gruppen bis 22. Juni brachten nur geringe Erfolge. Vizeadmiral Mitschers Flaggschiff, der Flugzeugträger Bunker Hill und der Träger Enterprise wurden beschädigt und ein paar kleine Einheiten versenkt. In drei Monaten Kampf um Okinawa wurden insgesamt 2.373 Kamikaze geopfert, jedoch nur 34 Schiffe (das größte der Zerstörer Mannert L. Abele) versenkt, 368 Schiffe wurden lediglich beschädigt, so auch Admiral Spruances Flaggschiffe Indianapolis und New Mexico.

### Nordabschnitt
Am 8. April riegelte das 29. Marineinfanterieregiment der 6. Marineinfanteriedivision die Halbinsel Motobu ab, während das 4. Marineinfanterieregiment der 6. Marineinfanteriedivision bei Ora an der Ostküste Okinawas in Reserve gehalten wurde und das 22. Marineinfanterieregiment entlang der Westküste Okinawas weiter nordostwärts stieß, um das letzte Drittel der Insel zu besetzen. Zu diesem Zeitpunkt hatten die Invasionstruppen bereits Ziele erreicht, für die im Plan drei Wochen vorgesehen waren. Entlang der Ostküste Okinawas stieß die K-Kompanie des 4. Marineinfanterieregiments ab dem 10. April nach Norden vor, am 13. April folgte das ganze 3. Bataillon des 4. Marineinfanterieregiments bis Kawada. Nachdem das 3. Bataillon des 22. Marineinfanterieregiments Okinawa von West nach Ost durchquert hatte und die Ostküste entlang nach Norden vorging, traf es am 19. April bei Aha auf die von Norden die Ostküste nach Süden stoßenden Spitzen des 2. Bataillons des 22. Marineinfanterieregiments, das am 13. April Hedo Misaki genommen hatte.
Am 9. April rückte das 29. Marineinfanterieregiment westwärts vor. Während sein 3. Bataillon entlang der Südküste Motobus über Awa gegen Sugo vorstieß, versuchte das 1. Bataillon Itomi im Zentrum Motobus zu nehmen, traf aber auf starken Widerstand. Das 2. Bataillon stieß entlang der Ostküste Motobus nach Norden vor.
Am 10. April nahm das 1. Bataillon Itomi, während das 3. Bataillon Sugo, Sakimotobu und schließlich Toguchi erreichte. Das 2. Bataillon, dessen nördliche Spitzen Nakasoni erreichten, eroberte den U-Boot- und Torpedobootstützpunkt Unten Ko.
Am 12. April nahm die Späher- und Scharfschützenkompanie der 6. Marineinfanteriedivision den Ort Bise im Nordwesten Motobus.
Den Endstoß gegen die Gebirgsfestung Yae-Take führte die 6. US-Marinedivision ab dem 13. April, hauptsächlich mit dem 4. und dem 29. Marineinfanterieregiment. Zu diesem Zeitpunkt waren die amerikanischen Streitkräfte über die Besatzung der Festung informiert: rund 1.500 Soldaten unter Oberst Udo, bestehend aus Teilen der 44. selbstständigen gemischten Brigade, 2 Infanteriebataillonen, Marinepersonal aus Unten Ko und Arbeitsgruppen. Diese Informationen stammten von Gefangenen unter 300 Japanern, die sich ergeben hatten, ein bis dahin noch nicht vorgekommenes Ereignis, denn bisher hatte jeder Soldat bis zum Tod gekämpft und sich keiner ergeben. Am 16. April fiel die Festung Yae-Take, am 20. April waren die letzten japanischen Einheiten auf Motobu bis an die Nordküste verfolgt und aufgerieben worden.
Selbst als Mitte April Motobu schrittweise erobert wurde, erlitten die Amerikaner große Verluste, als Teile der Fortifikationen von der verbleibenden Besatzung in die Luft gesprengt wurden. Nach der Eroberung der Motobu-Festung begannen Tage und Nächte des Kleinkriegs in den Bergen. Die Geländesäuberung zog sich bis Ende April hin und kostete noch etliche US-Marines und Japaner das Leben.

### Südabschnitt

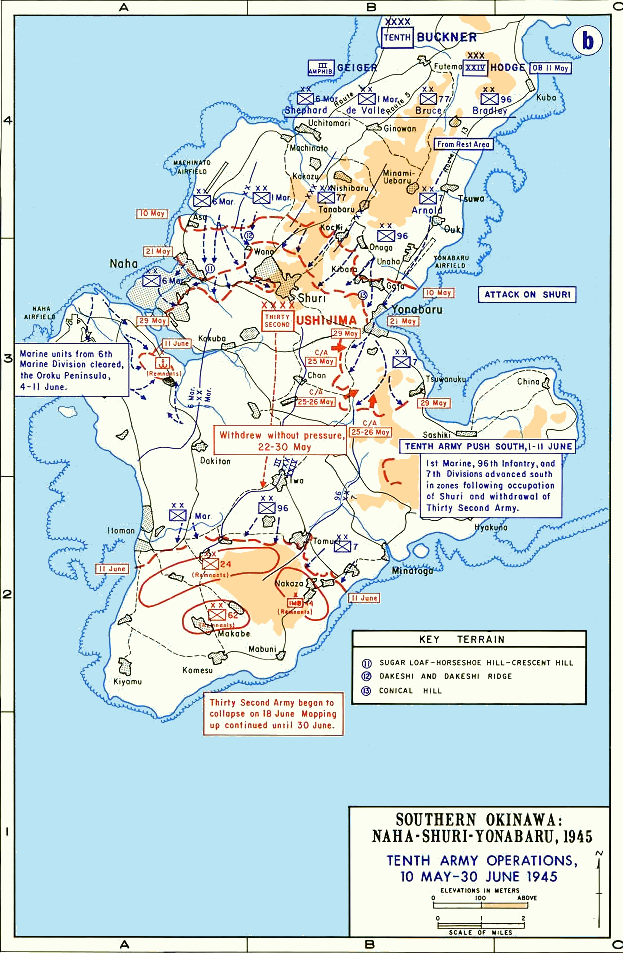
Etwa 4 km östlich der Küstenstadt Naha befindet sich Shuri mitsamt seiner Festung auf einem Hügel. Etwa 1,5 km nordwestlich davon befindet sich das Dorf Wana.

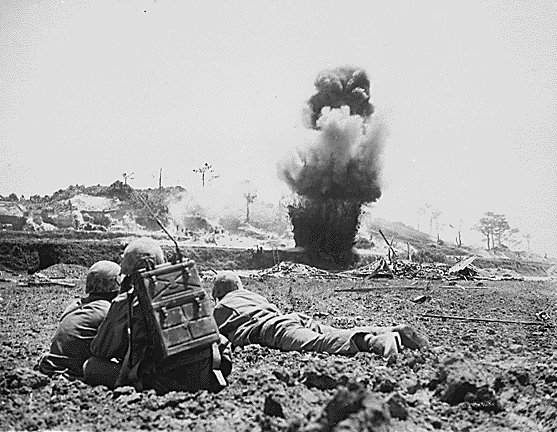
Zerstörung eines japanischen Höhlenverstecks

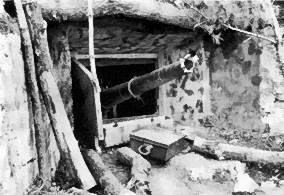
Japanische Befestigung mit einem britischen 12-cm-Geschütz

Während im nördlichen Bereich der Vormarsch trotz Regen und Schlamm relativ gut vorankam, stagnierte er im Süden, und die Kämpfe im Vorfeld von Naha und Shuri entwickelten sich zusehends zum gnadenlosen Grabenkrieg.
Am 30. April, genau vier Wochen nach Invasionsbeginn, wurden die 1. und 6. US-Marinedivisionen im Nordabschnitt der Insel durch Infanteriekräfte abgelöst. Die Truppenverbände wurden aufgefrischt, verstärkt, umgruppiert und zum XXIV. Armeekorps nach Süden detachiert, das noch immer an den Gebirgsriegeln vor Naha und Shuri in verlustreiche Stellungskämpfe verwickelt war. Im Südabschnitt hielt die Phase 1 des Angriffsplans ohne sichtbare Erfolge noch immer an: kein Vorankommen, tiefes Verteidigungssystem, fanatischer Widerstand, starke japanische Artilleriekonzentration, Verluste für die Amerikaner.
Bis 11. April konnten die Amerikaner nur geringe Geländegewinne erzielen. Ein zerklüfteter, befestigter und von den Japanern zäh verteidigter Gebirgszug, der auch keinen Panzereinsatz erlaubte, sperrte die Südspitze von Okinawa im Westen von Naha bis Shuri im Osten. Die Angriffskräfte der 7. US-Infanteriedivision (links), der 96. (Mitte) und der 27. (rechts) lagen bis Ende des Monats in der Front und bluteten aus, weshalb der Kommandierende General Buckner umgruppierte, um endlich den entscheidenden Durchbruch zu erreichen.
Der amerikanische Angriffsplan sah folgendes vor: „Am 7. Mai schwenkt das XXIV. Korps ein, der von ihm bisher gedeckte gesamte Westsektor wird von der III. Marine Expeditionary Force übernommen, wobei die 6. Marinedivision den Abschnitt der 1. übernimmt. Die 1. Division verstärkt die 27.; die 77. wird von le Shima abgezogen und der 96. zugeteilt. Angriffszeit: 10. Mai, 9:00 Uhr. Ab 7:00 Uhr erfolgt der Feuerschlag der Trägermaschinen, der Heeres- und Schiffsartillerie.“
Seit dem 4. Mai unterstützte japanische Artillerie die Verteidiger, es gab Angriffe der japanischen Luftwaffe auf amerikanisch besetzte Flugplätze, dazu kamen Anlandungen von See her, die die japanischen Truppen von Shuri verstärkten. Während des fehlgeschlagenen japanischen Gegenangriffs am 4. und 5. Mai bei Maeda rettete der den Dienst mit der Waffe verweigernde Sanitäter Desmond Doss am heftig umkämpften östlichen Ende der Urasoe-Mura-Klippe, das von den Amerikanern Hacksaw Ridge genannt wurde, ungefähr 75 verletzte Soldaten der 77. Division, wofür er die Medal of Honor erhielt. Hunderte Soldaten fielen den Kämpfen zwischen dem 26. April und dem 7. Mai um diese Klippe zum Opfer, bis die japanischen Stellungen dort weitgehend zerstört waren.
Eine der Schlüsselpositionen der Festung Shuri war das hart umkämpfte Dorf Wana Ridge. Auch hier erlaubte das Gelände keinen Panzereinsatz, und auch die Flugzeuge konnten keinen großen Schaden anrichten, womit die Hauptlast wieder bei der Infanterie lag. Geschichten berichten, dass altgediente amerikanische Soldaten diese Kämpfe mit der Schlacht um Verdun verglichen, wobei aber eher auf die Meuse-Argonne-Offensive (unter General Pershing) in der Nähe der Stadt Verdun Bezug genommen wurde, da die blutigsten Schlachten bereits 1916 zwischen Franzosen und Deutschen stattfanden, die USA aber erst 1917 in den Krieg eintraten.
Die Amerikaner hatten Wana Ridge zu diesem Zeitpunkt bereits mindestens achtmal erobert, mussten es aber jedes Mal wieder räumen. Erst der Angriff ab 7. Mai sollte das Dorf endgültig in Besitz der US-Truppen bringen, womit der Weg frei war zu einem Angriff von allen Seiten gegen den Hauptteil von Shuri.

## Der Fall von Shuri

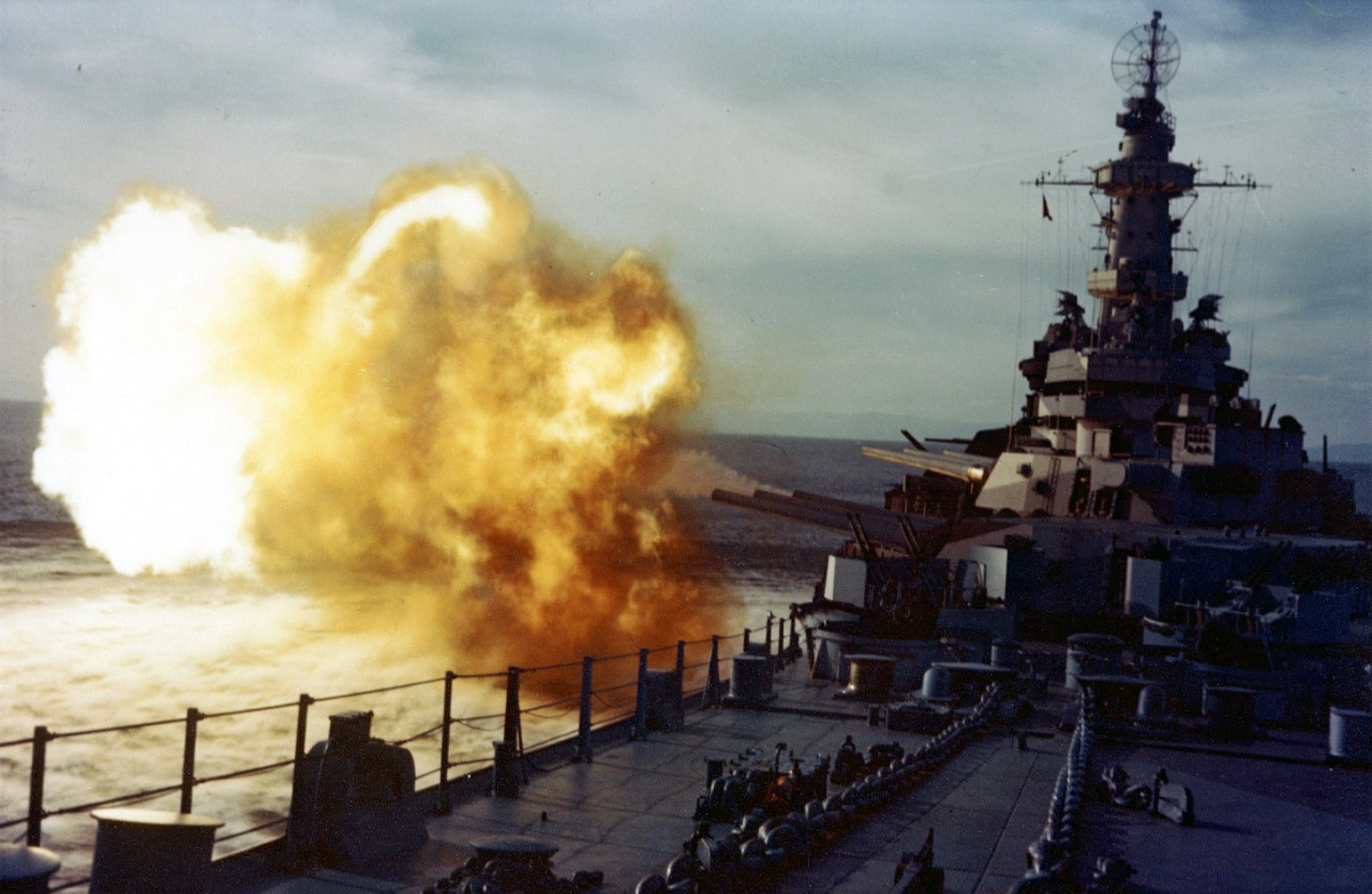
Die Missouri feuert eine Salve

Bevor es zum Sturm auf das Innere von Shuri kam, mussten die Amerikaner zuerst einen Weg durch die starken Außenmauern finden. Zu diesem Zweck feuerte das Schlachtschiff Missouri mit seinen 40,6-cm-Geschützen tagelang auf die Festung, ohne jedoch sichtbare Erfolge zu erzielen. Daraufhin wurde die Mississippi, die mit spezieller panzerbrechender Munition ausgerüstet war, auf die Festung angesetzt. Die Marines wetteten damals, bei welchem Schuss die Festungsmauer zerbersten würde, und im Allgemeinen rechnete niemand mit mehr als 100 Schüssen. Doch die Mauer hielt sehr viel mehr aus, als die Amerikaner gedacht hatten. Erst nach etwa 10 Stunden und rund 1.500 Granatvolltreffern zerbrach die Festung, doch noch immer standen einzelne Teile und die meisten Kasematten, wohin die Verteidiger sich zurückgezogen hatten.
Entlang des großen Festungsareals mit seinen Erdaufschüttungen, Vorwerken, Wehrtürmen und Wassergräben entbrannte ein heftiger Kampf mit Vorteilen für die Verteidiger. Bereits zu Anfang mussten die Stoßtrupps der Amerikaner empfindliche Verluste hinnehmen, manche Trupps blieben im Abwehrfeuer liegen.
Die Hoffnung der Amerikaner, in der Festung nur noch Trümmer und Tote, äußerstenfalls einen demoralisierten und kampfmüden Gegner anzutreffen, zerschlug sich schnell. Die Japaner bewiesen erneut ihre hohe Kampfmoral und Zähigkeit, als sie sich aus den Trümmern befreiten und erbitterten Widerstand leisteten.
Es gab aber auch Zersetzungserscheinungen auf japanischer Seite, Überläufer, die den Sinn des Todes für eine längst verlorene Sache nicht zu erkennen vermochten und sich gefangen gaben. Das war bei den Inselkämpfen bisher noch nicht vorgekommen. Doch die Überläufer starben oft durch Kugeln aus den eigenen Reihen, wenn ihre Absicht erkennbar wurde, und nur relativ wenigen Japanern gelang es, zum Gegner durchzukommen.

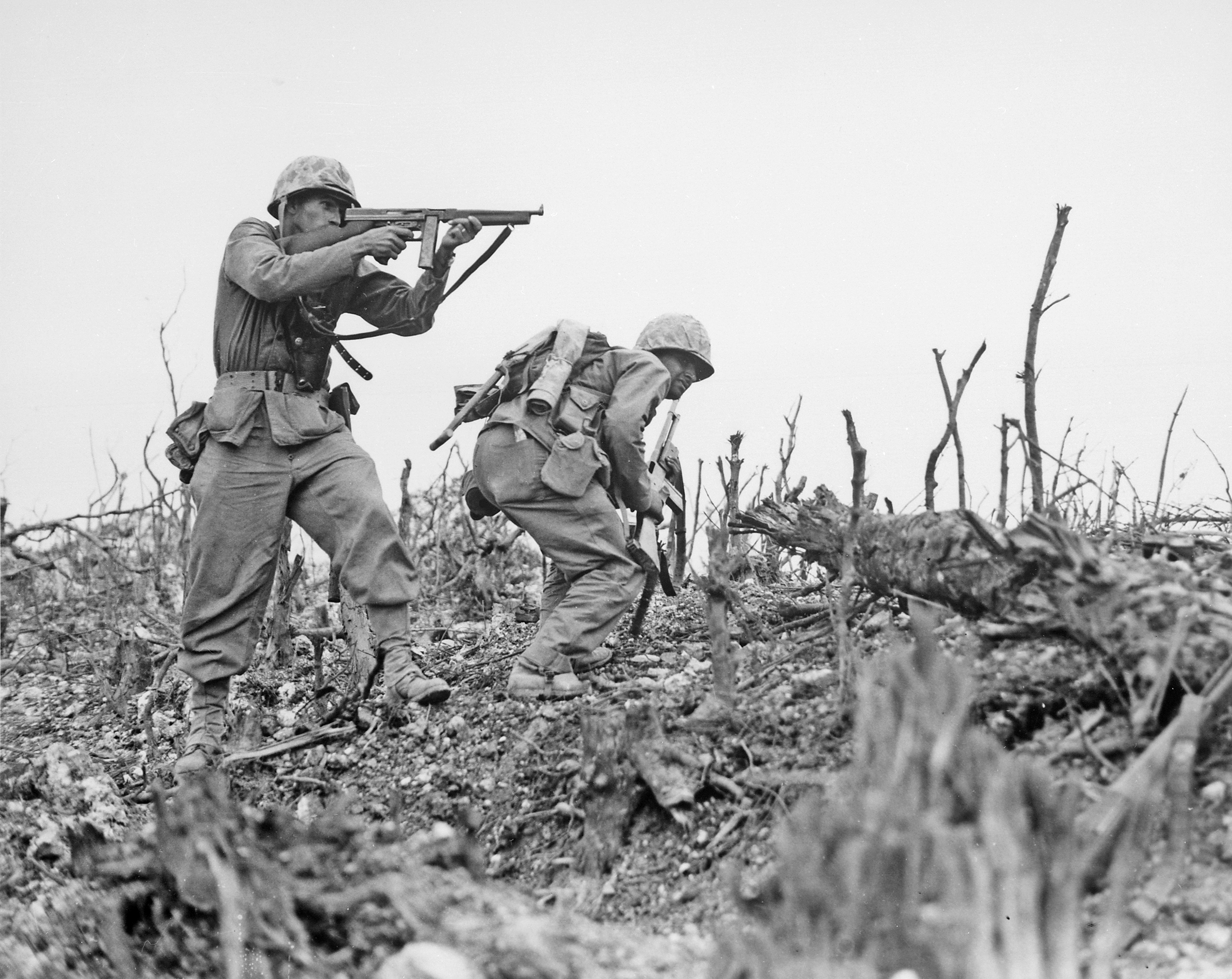
US-Marines vor dem Wana-Grat kurz vor Shuri

Selbst nach dem erfolgten endgültigen Einbruch in die Festung blieb der Kampf hart. Denn in Erwartung der Invasion hatten die Japaner zusätzliche Maßnahmen im Festungsbereich durchgeführt: Bunkerbau, Feuerstellungen, Grabensysteme. Die zum Teil zerstörten und verschütteten Anlagen wurden von den überlebenden japanischen Soldaten wieder funktionsfähig und einsatzbereit gemacht. Noch tagelang wütete ein gnadenloser Nahkampf um diese Trümmerbastionen, bei dem buchstäblich um jeden Fußbreit Boden gerungen wurde.
Beim letzten Ansturm der Amerikaner auf die Überreste der Festung, um die verbliebenen japanischen Truppen zu vernichten, kam ihnen der Zufall zu Hilfe: Sie hatten einen Abwehrplan der Festung in die Hände bekommen, auf dem viele der geheimen Gänge und Verstecke eingezeichnet waren. Trotzdem blieb der Kampf äußerst hart, denn die Japaner verschanzten sich in vielen Löchern und unterirdischen Verstecken. Trotz des vollen amerikanischen Artillerieeinsatzes kämpften sie verbissen, und viele sprengten sich lieber selbst in die Luft als sich zu ergeben.
Eine ganze Woche lang dauerte dieser mörderische Kleinkrieg im Festungsbereich, den die Amerikaner schrittweise vortrugen.

## Endphase der Schlacht

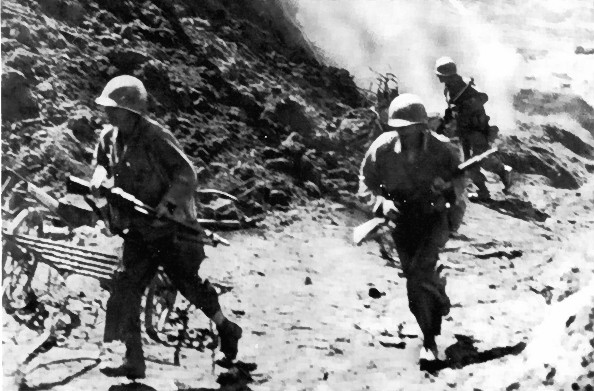
Eines der sogenannten „Korkenzieher“-Teams rennt vor der Explosion in einer Höhle davon

Am 1. Juni 1945 fiel Naha, die Hauptstadt, nachdem wochenlange Kämpfe um die Gebirgszüge, Schluchten, Flüsse und Kanäle den japanischen Befestigungsgürtel aufgesprengt hatten. Die amerikanischen Säuberungen des Geländes und die zum Teil noch heftigen Guerillakämpfe zogen sich bis zum Juli hin. Am 25. Juni wurden die Reserven der beiden amerikanischen Korps auf die Sicherungslinie Naha-Yonabaru in Marsch gesetzt. Versprengte Japaner wurden durch Radioaufrufe zur Einstellung der Kämpfe angehalten; die Aktion verlief wider Erwarten erfolgreich. Bei der III. Marine Expeditionary Force gaben sich bis zum 30. Juni 4.029 Japaner gefangen, beim XXIV. Korps 7.401; bis Mitte Juni waren es insgesamt nur 322 gewesen. Die Schlacht um Okinawa ging Ende des Monats in Plänkeleien mit Versprengten über, der größte Teil des Inselterritoriums war in der Hand der Amerikaner.
Doch die Kämpfe in den zerklüfteten Gebirgen dauerten noch Wochen. Noch als die Abwehrzentren auf Motobu, in Shuri und Naha längst zerstört waren, kämpften versprengte japanische Truppenteile fanatisch weiter. Sie verschanzten sich in unwegsamen Regionen und gaben nicht einmal auf, als sie keine Waffen mehr besaßen. Mit Knüppeln und bloßen Fäusten gingen sie die Amerikaner an und stürzten sich teils von den Klippen ins Meer und in die Gebirgsschluchten. Viele Amerikaner, die den Kampf im Schlamm und Regen überstanden hatten, fielen in den schweren Wochen der Säuberungsaktion.

## Die Folgen der Schlacht

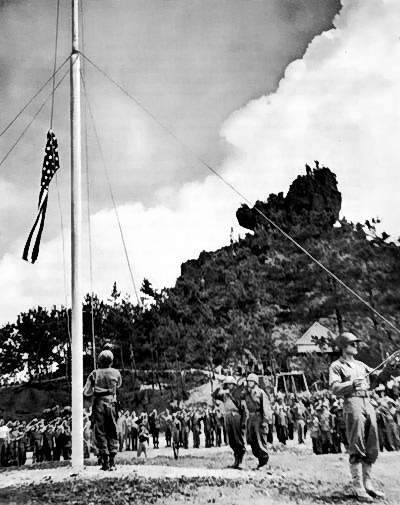
Das Hissen der amerikanischen Flagge markiert das Ende des organisierten japanischen Widerstands am 22. Juni 1945

Mit Okinawa verloren die Japaner die letzte wichtige Bastion vor dem Mutterland. Der Preis für diesen amerikanischen Sieg war hoch. Die Amerikaner beklagten 7.374 Tote, 239 Vermisste und 31.807 Verwundete bei den Landungstruppen sowie 4.907 Tote und 5.000 Verwundete bei der Marine. Zusammen also 12.520 Tote und 37.000 Verwundete. Die Materialeinbußen beliefen sich auf 34–36 gesunkene Schiffe, 368 beschädigte Schiffe und 763 verlorene Flugzeuge.
Die britische Trägergruppe (TF 57) verlor 98 Flugzeuge bei 4 beschädigten Schiffen, 62 Toten und 82 Verwundeten.

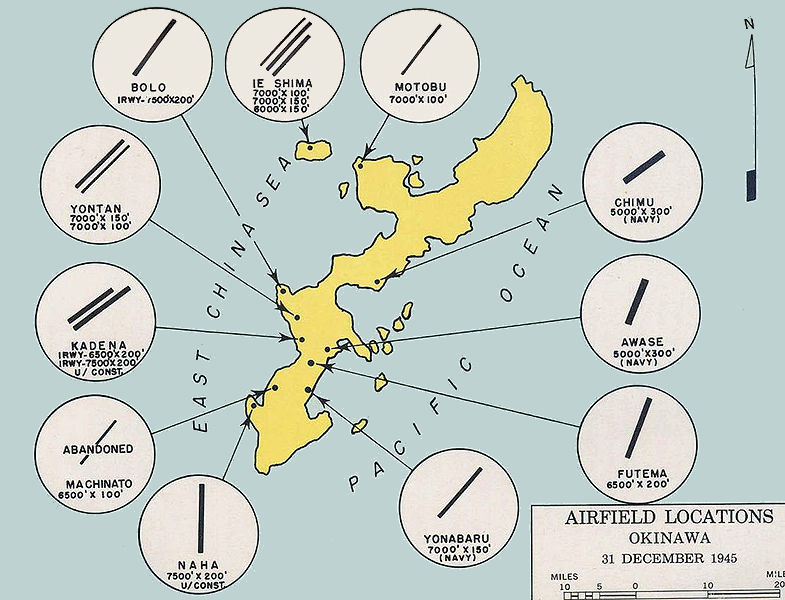
Ausbau der Flugplätze bis Ende 1945

Die Japaner verloren mindestens 66.000 Soldaten auf Okinawa, 3.650 Marinesoldaten auf See und 4.600 Kamikaze. 7.830 Flugzeuge gingen verloren, davon 4.155 im Kampf. Insgesamt ein Verlust an Mensch und Material, der schwer zu verkraften war. Die Oberkommandierenden der Schlacht um Okinawa fanden in der Endphase dieses Krieges den Tod: General Buckner (USA) fiel durch Artillerietreffer am 18. Juni; General Ushijima (Japan) nahm sich das Leben (Seppuku). Nach der japanischen Kapitulation ergaben sich viele überlebende japanische Soldaten den amerikanischen Streitkräften. 10.000 japanische Armeeangehörige und 8.000 Angehörige der Marine und der Boeitai, der okinawischen Nationalgarde, überlebten die Schlacht. Weiterhin verlor Japan 16 Kriegsschiffe während der Kämpfe um Okinawa.
Mit Okinawa stand nun eine Basis in unmittelbarer Nähe zum japanischen Festland (ca. 550 km) mit Häfen für Nachschubschiffe und zwei riesigen Flugplätzen zur Verfügung und weitere acht Flugfelder wurden schnellstmöglich wieder hergerichtet und ausgebaut. Kadena Airfield bzw. das angegliederte gerade erst fertiggestellte Yontan Airfield wurde zum Notlandeplatz der “Bockscar” die nach dem Abwurf der Atombombe auf Nagasaki nicht mehr genügend Treibstoff für einen Rückflug nach Tinian oder Iwojima an Bord hatte. Okinawa stellte die Möglichkeit dar, nunmehr alle Kampfflugzeugtypen im Inventar der USA direkt gegen die Japanische Hauptinsel einsetzen zu können. Damit rückte die für November 1945 geplante Invasion des japanischen Mutterlandes (Operation Downfall) in den Bereich des Möglichen. Zu diesem Zweck verlegte auch die 8th Air Force unter Jimmy Doolittle, die die Hauptlast der Bombenangriffe auf das Deutsche Reich getragen hatte, ihr Hauptquartier nach Okinawa. Zu Einsätzen kam es aber nicht mehr. Kadena ist aber neben der Andersen Air Force Base auf Guam bis heute einer der wichtigsten Stützpunkte der US Air Force im Pazifik.
Möglicherweise auch angesichts des erbitterten japanischen Widerstands auf Okinawa befürchteten das Oberkommando der US Army und Präsident Truman jedoch bis zu 300.000 tote US-Soldaten bei einem Angriff auf die japanischen Kerninseln.
Aufgrund der Kapitulation Japans infolge der Atombombenabwürfe auf Hiroshima und Nagasaki am 6. und 9. August und der Kriegserklärung der Sowjetunion gegen Japan am 8. August wurden die Invasionsplanungen hinfällig.

## Filme
- Okinawa (dt. TV- und DVD-Titel Die Hölle von Okinawa), 1951, Regie: Lewis Milestone, Darsteller: Richard Widmark, Jack Palance, Robert Wagner, Karl Malden, DVD 2004.
- Okinawa – Die längste Schlacht (Taiheiyô Sensô to Himeyuri Butai), Japan 1962, Regie: Kiyoshi Komori.
- Kamikaze Okinawa Zero (Gekido no showashi: Okinawa kessen), Japan 1971, Regie: Kihachi Okamoto.
- Austin Hoyt (Regie): Der Sieg im Pazifik. Dokumentarfilm, USA, 2005, 110 Minuten.
- Die zehnteilige Miniserie The Pacific (2009) widmet eine Folge der Schlacht um Okinawa.
- Okinawa – The Last Battle (Manatsu no Orion), Japan 2009, Regie: Tetsuo Shinohara.
- Hacksaw Ridge – Die Entscheidung (Hacksaw Ridge) (2016) von Mel Gibson mit Andrew Garfield, behandelt die Taten von Desmond Doss auf Okinawa.[22]